# Herzog Ödön
Herzog Ödön (Rajec, Trencsén megye, 1840. szeptember 18. – Budapest, 1927. december 27.) főfelügyelő a Magyar Királyi Államvasutaknál.

## Élete
Herzog Mózes és Altmann Julianna fia. 1850-ben szüleivel Pestre költözött és 1857-58-ban a József Műegyetem hallgatója volt. További tanulmányait a bécsi politechnikumban végezte, ahol mérnöki oklevelet nyert és 1862-től műszaki hivatalnokként működött. A losonci vaspálya, a magyar királyi vasúti építészeti igazgatóság és a Magyar Királyi Államvasutak szolgálatában számos tervezés- és építkezésben vett részt. 1870-től 1873-ig a garamberzence-selmeci vasút önálló tervezésével és építésével bízták meg és a főfelügyelői rangot nyerte. Felesége Goldczier Mária volt.
Cikkei a Magyar Mérnökegyesület Közlönyében (1868. Munkáslakások, vázlatok az 1867. párisi világtárlatból, egy tábla rajzzal, 1869. A tok-légsúlymérő és annak használata vaspályák vonalzásánál, 1873. A selmeczi keskenyvágányú bánya-vasút, 1874. A selmeczi bányavasút.)

## Művei
- Praktische Anleitung zum Höhenmessen mittelst Dosenbarometer (Barométre anéroide n. Barométre holostérique) nebst Bemerkungen über generelle Tracirung. Pest, 1870. Egy tábla rajzzal. (Második kiadás. Lipcse, 1873.)
- Árátszámítási táblázatok a méterrendszer és régi méterrendszerek szerinti használtabb hossz-, tér-, köb- és ürmértékre, továbbá a kalmár- és gyógyszertári súlyokra nézve. Kiszámította s magyarázatokkal és példákkal ellátta... Bpest, 1876. (magyar és német szöveggel.)
- A méter-rendszer megismertetése, annak mértéknemeinek leszármaztatása és a régi mértékrendszerekkel való összehasonlítása... Bpest, 1876. (Németül is. Bpest, 1876.)
- Vizszerzés artézi kutak segitségével Bpest, 1895. (Németül: Bécs, 1895.)